# ناوشکن کلاس هانت
دیسترویر کلاس هانت (به انگلیسی: Hunt-class destroyer) یک کلاس از کشتی است.